# Vista (Kalifornie)
Vista je město v okresu San Diego County ve státě Kalifornie ve Spojených státech amerických. Nachází se východně od měst Oceanside a Carlsbad, asi 11 kilometrů od pobřeží Tichého oceánu. Vista je 77. největším městem v Kalifornii a 307. největším městem ve Spojených státech amerických. Několik kilometrů jihovýchodně od města leží město Escondido.
K roku 2020 zde žilo 98 381 obyvatel. S celkovou rozlohou 49 km² byla hustota zalidnění 2 000 obyvatel na km². Město leží v oblasti se středozemním a semiaridním podnebím. V minulosti byla oblast, kde se dnes město nachází, osídlena původními obyvateli. Posléze bylo město součástí Mexika. V roce 1882 byla ve městě vybudována pošta. Od roku 1963 má Vista statut města (v angličtině city), v roce 2007 se navíc město stalo tzv. charter city. 